# أنا أعرف من قتلني
أنا أعرف من قتلني هو فيلم رعب تم إنتاجه في الولايات المتحدة وصدر في سنة 2007. من بطولة ليندسي لوهان ونيل ماكدونو.

## الميزانية والإيرادات
بلغت تكلفة إنتاج الفيلم حوالي 12 مليون دولار بينما حقق أرباحا تقدر بـ 9.669.758 دولار.

## طاقم التمثيل
- ليندسي لوهان
- جوليا أورموند
- نيل ماكدونو
- برايان جيراغتي
- سبنسر غاريت
- توماس التويفل
- رودني رولاند
- مايكل أدلر
- بريان مكنمارا
- لين ستايسي غابل
- جيسيكا روز
- محمد الصايدي

## وصلات خارجية
- أنا أعرف من قتلني على موقع IMDb (الإنجليزية)
- أنا أعرف من قتلني على موقع ميتاكريتيك (الإنجليزية)
- أنا أعرف من قتلني على موقع روتن توميتوز (الإنجليزية)
- أنا أعرف من قتلني على موقع نتفليكس (الإنجليزية)
- أنا أعرف من قتلني على موقع ألو سيني (الفرنسية)
- أنا أعرف من قتلني على موقع Turner Classic Movies (الإنجليزية)
- أنا أعرف من قتلني على موقع أول موفي (الإنجليزية)
- أنا أعرف من قتلني على موقع بوكس أوفيس موجو (الإنجليزية)
- أنا أعرف من قتلني على موقع فيلمافينيتي (الإسبانية)
- أنا أعرف من قتلني على موقع قاعدة بيانات الأفلام السويدية (السويدية)